# Narodowe Muzeum Nauki i Technologii im. Leonarda da Vinci w Mediolanie

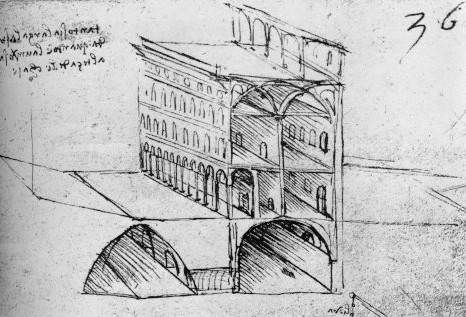
Fragment projektu idealnego miasta, którego model znajduje się w muzeum

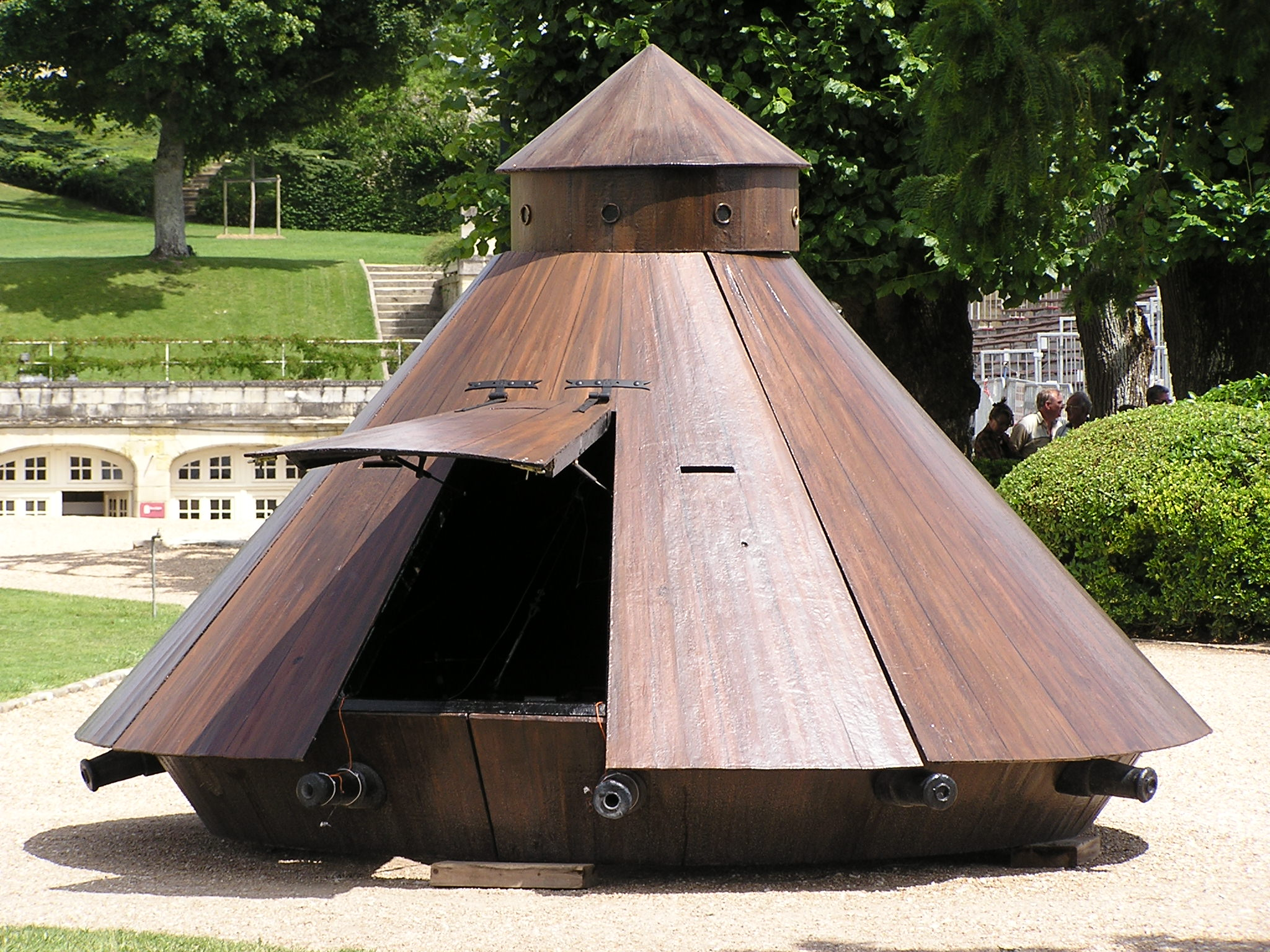
Model opancerzonego wozu wykonany na podstawie planów Leonarda

Narodowe Muzeum Nauki i Technologii im. Leonarda da Vinci w Mediolanie (wł.) Museo nazionale della scienza e della tecnologia Leonardo da Vinci – muzeum prezentujące wynalazki i osiągnięcia w dziedzinie techniki i nauki na przestrzeni XVI-XX w. oraz posiadające w swych murach salę poświęconą włoskiemu artyście renesansowemu i naukowcowi Leonardowi da Vinci oraz jego wynalazkom.

## Historia
Budynek, w którym obecnie znajduje się muzeum, powstał w XVI w. jako klasztor męski dla benedyktynów zwanych oliwietanami. W czasach Napoleona I Bonaparte służył jako koszary dla jego wojsk. Budynek wybudowano w centrum Mediolanu i do dziś jest jednym z najstarszych budynków w mieście zachowującym swoją renesansową architekturę.
W latach 1947–53 w trakcie odrestaurowywania budynku odkryto w ścianach ukryte mauzoleum, które, według legendy, miało być grobem cesarza Walentyniana II oraz innych członków jego rodziny. Po dokonanych naprawach, budynek został przekazany Narodowemu Muzeum Nauki i Technologii i nazwany imieniem Leonarda da Vinci. Oficjalne otwarcie odbyło się 16 lutego 1953 r. w 500. rocznicę urodzin Leonarda.

## Zbiory muzealne
Większa część zbiorów znajduje się obecnie w zachowanej części klasztoru zwaną "Edificio Monumentale". W muzealnych salach znajduje się ok. 10 000 eksponatów będących oryginalnymi urządzeniami lub ich replikami. Muzeum zajmuje 23 000 m² powierzchni na ogólnej powierzchni przestrzeni 40 000 m².
Eksponaty muzealne opowiadają historię nauki i techniki w wielu przestrzeniach; od modeli ukazujących geniusz Leonarda da Vinci, do przyrządów pomiarowych wszechświata, od pierwszych urządzeń zapisujących i odtwarzających dźwięk, mowę do nowoczesnych instrumentów
telekomunikacyjnych. W zbiorach znajdują się również pierwsze silniki czy środki transportu.
Narodowe Muzeum Nauki i Technologii im. Leonarda da Vinci w Mediolanie jest jednym z najważniejszym muzeum techniki i nauki na świecie.

## Sala Leonarda da Vinci
W specjalnej sali muzeum zgromadzono wynalazki, maszyny Leonarda da Vinci. Urządzenia zostały zrekonstruowane i zbudowane według jego projektów zamieszczonych w zachowanych notatek, głównie z Kodeksu Atlantyckiego.
Maszyny te zostały zgrupowane w kilku kategoriach:
- maszyny ziemne
- maszyny latające
- urządzenia codziennego użytku
- urządzenia wodne
- urządzenia związane z architekturą

W sali znajduje się model pomnika konia z brązu, według rysunku Leonarda, który został postawiony w San Siro w Mediolanie w 1999 r. Można obejrzeć model mechanicznego krosna a w innej sekcji model idealnego miasta opartego na szkicach Leonarda da Vinci.
Prócz wynalazków, można obejrzeć również fotografie i opisy różnych maszyn projektowanych przez mistrza.